# Port lotniczy Juan de Ayolas
Port lotniczy Juan de Ayolas (IATA: AYO, ICAO: SGAY) – jeden z paragwajskich portów lotniczych, zlokalizowany w mieście Ayolas.